# Bursera aromatica
Bursera aromatica är en tvåhjärtbladig växtart som beskrevs av George Richardson Proctor. Bursera aromatica ingår i släktet Bursera och familjen Burseraceae. Inga underarter finns listade i Catalogue of Life.